# Brian Kennedy
Brian Edward Patrick Kennedy, född 12 oktober 1966 vid Falls Road, Belfast, är en nordirländsk singer/songwriter och författare.
Han gjorde sig känd för att bland annat ha sjungit under fotbollsspelaren George Bests begravning, till detta släppte han en singel han kallade George Best: A Tribute. 
Brian tävlade för Irland under Eurovision Song Contest 2006 med låten Every Song is a Cry for Love. Låten slutade på tionde plats och fick 93 poäng. 
Brian sjöng originalversionen av You Raise Me Up, som senare blev mer känd genom Josh Groban och Westlife. 
1999 sjöng han duetten These Days med Ronan Keating. 
Som författare har Kennedy kommit ut med två romaner.

## Diskografi
- 2001 – Get On With Your Short Life
- 2000 – Won't You Take Me Home the RCA Years
- 1999 – Now That I Know What I Want
- 1997 – The Great War of Words
- 1996 – A Better Man
- 1995 – Intuition EP